# Penyandingan (Bengkunat Belimbing)
Penyandingan is een bestuurslaag in het regentschap Lampung Barat van de provincie Lampung, Indonesië. Penyandingan telt 1525 inwoners (volkstelling 2010).